# 动蕊花属
动蕊花属（学名：Kinostemon），也称香科科属，是唇形科下的一个属，为多年生直立草本植物。该属共有动蕊花（Kinostemon ornatum）、粉红动蕊花（"Kinostemon alborubrum (Hemsl.) C. Y. Wu et S. Chow"）等两种两变形；分布于中国陕西、四川、湖北、湖南、广西、贵州、云南等地。